# Сима С. Мраовић
Симa С. Мраовић (Карловац, 1937 — Париз, 10. август 2021) био је српски песник, драмски писац и председник Савеза Срба у Француској.

## Биографија
Породица му је пореклом из Вргин Моста.
Студирао је на Машинском факултету у Београду, на Факултету природних наука у Паризу и на Колеџу лекара и хирурга, њујоршког Универзитета Колумбија, где је и докторирао из области неурофизиологије.
Био је један од оснивача удружења "Краишника" који је, на разним трибинама широм Европе агитоовао и лобирао за интересе интересе Срба. Мраовић је аутор публикација које за централну тему имају бројне борбе Кордунаша и Личана који су протерани током рата у Хрватској.
Радио је као истраживач на Универзитету Корнел (Њујорк) и у Националном центру за научна истраживања у Паризу.

## Дела
- ARE YOU A CRIMINAL OF WAR GENERAL CLARK?[3]
- Време насиља и издаје: поезија у речи и слици, 2009.[4]
- Клетва крајине : документарна драма, 2013.[5]
- Замка глобалне мреже: поезија у речи и слици: савремена поезија, 2016.[6]